# Baza aeriană March
Baza aeriană March (IATA: RIV, ICAO: KRIV, FAA LID: RIV) este un aeroport din Riverside, California, Comitatul Riverside, California, Statele Unite ale Americii. Aeroportul a fost tranzitat în 2019 de 79.776 de pasageri. A fost deschis în 1917.
Situat la o altitudine de 468 m, aeroportul dispune de 1 pistă și ocupă o suprafață de 30.958.840 m². Este operat de Air Force Reserve Command⁠(d).

## Infrastructură

### Piste
Aeroportul dispune de o singură pistă. Pista 14/32 are suprafața de beton și dimensiunile 13.302 picioare × 200 picioare. 

### Terminale
Aerogara are în componență 1 terminal, March Field Historic District⁠(d). 